# Atlantisch orkaanseizoen 2018
Het Atlantisch orkaanseizoen 2018 is een Atlantisch orkaanseizoen, met 15 benoemde stormen, waarvan er 8 zich ontwikkelden tot een orkaan. Het begin van het seizoen was zoals recentere jaren vrij vroeg met subtropische storm Alberto, maar het was voor de rest relatief rustig. Met de komst van orkaan Florence, de eerste majeure orkaan van het seizoen en een van de sterkste orkanen van de afgelopen jaren, veranderde dit.

## Cyclonen
- Subtropische storm Alberto (storm)
- Orkaan Beryl (categorie 1)
- Orkaan Chris (categorie 2)
- Tropische storm Debby (storm)
- Tropische storm Ernesto (storm)
- Majeure orkaan Florence (categorie 4)
- Tropische storm Gordon (storm)
- Orkaan Helene (categorie 2)
- Orkaan Isaac (categorie 1)
- Tropische storm Joyce (storm)
- Tropische depressie elf (depressie)
- Tropische storm Kirk (storm)
- Orkaan Leslie (categorie 1)
- Majeure orkaan Michael (categorie 5)
- Tropische storm Nadine (storm)
- Orkaan Oscar (categorie 2)

## Namen
De lijst voor de namen is dezelfde zoals die van het Atlantisch orkaanseizoen 2012, behalve Sara die de naam Sandy vervangt na Orkaan Sandy.
| - Alberto - Beryl - Chris - Debby - Ernesto - Florence - Gordon | - Helene - Isaac - Joyce - Kirk - Leslie - Michael - Nadine | - Oscar - Patty - Rafael - Sara - Tony - Valerie - William |